# II. Piero de’ Medici
Piero di Lorenzo de’ Medici, közkeletű nevén Szerencsétlen Piero – olaszul Piero il Sfortunato (Firenze, 1472. február 15. – Garigliano folyónál, Minturno mellett, 1503. december 28.), Firenze uralkodója (1492. április 8. – 1494. november 8.). Melléknevét egy sor katasztrofális hibájának köszönhette, melyek bukásához vezettek.

## Családja
Lorenzo de’ Medici (1449–1492) és Clarice Orsini (1453–1488) legidősebb fia, fivére Giovanni, a későbbi X. Leó pápa (1475–1521). 1487-ben vette nőül Alfonsina Orsinit (1472–1519/20), kitől három gyermeke született: Lorenzo (1492–1519), Clarice (1493–1528) és Cosimo di Piero (aki még gyermekkorában meghalt).

## Az ifjú Piero
Az ifjúból hiányzott apja vonzereje. Erős, egészséges és atletikus alkatú férfi volt. Világosbarna haja a homlokába volt fésülve és dúsan omlott a vállára. Külleme nem volt kellemetlen, de személyisége és modora távolról sem volt megnyerő. Nyers volt – mint az apja –, de Lorenzo tapintata nélkül. Nem bocsátott meg ellenségeinek, de nem tudott hű maradni a barátaihoz. Ahogyan nőtt, természete egyre erőszakosabb lett, s a modora egyre fennhéjázóbb.

## A politikában

### A hatalom kezdete
Apja halála után, 21 éves korában jutott hatalomra. Nem volt népszerű a városban, sem az üzlethez, sem az államügyekhez nem értett, s nem is szívesen foglalkozott velük. Egy anekdota szerint Lorenzo állítólag egyszer azt mondta fiairól, hogy „Van három fiam, az egyik ostoba, a másik okos, a harmadik kedves.” Piero volt az ostoba, Giovanni az okos. Lorenzo tekintélyével szemben Piero semmit sem tudott felmutatni. A pénz elfolyt, a nevelés pedig néha elvesztegetett befektetésnek bizonyult. A városban jó hírnevét kikezdte az állandó vita is, amelyet unokatestvéreivel – Pierfrancesco de’ Medici (1431–1469) fiaival – Lorenzóval (1463–1503) és Giovannival (1467–1498) folytatott. Mindkét ifjú idősebb volt nála, és – annak ellenére, hogy a gyámjuk, Lorenzo de’ Medici elherdálta a rábízott örökségük egy részét – gazdagabbak is voltak, mint Piero. Egyikük sem igyekezett véka alá rejteni a család idősebb ága iránti ellenérzését és azt sem, hogy egy esetleges hatalmi harcban magukra fogják hagyni a Lorenzo-ágat. Erre a harcra nem kellett sokáig várni, mivel ekkorra már a tüzesszavú dominikánus barát, Girolamo Savonarola (1452–1498) uralkodott a polgárok lelkén. A barát nagy hatású prédikációiban egyre élesebben támadta a Medici-családot és az általa képviselt rendszert.

### Nemzetközi helyzet
Az itáliai városállamok történelmében a belső villongások elhúzódó válságában az utolsó ütőkártya a külföldi szövetségesek megnyerése és behívása volt, hogy az ő segítségükkel álljon vissza az eredeti hatalmi egyensúly. 1480-ban a Róma és Nápoly ellen viselt elkeseredett küzdelemben Firenze felvetette a francia királynak (XI. Lajosnak – 1423-1483), hogy gondolják meg nápolyi trónigényeiket. 1482-ben Velence Ferrara elleni hadjáratának idejében Firenze és Milánó arra buzdították a törököket, hogy támadják hátba Velencét az adriai partvidéken. Válaszul Velence a lotaringiai herceget (II. René – 1451-1508) igyekezett meggyőzni, hogy érvényesítse igényét a nápolyi trónra; Orléans hercegét mindeközben a milánói örökségre bátorította. Az 1483-ban – a Nápolyi Királyság ellen viselt – háborúban VIII. Ince (1432-1492) ismét a lotaringiai herceghez fordult, hogy felkínálja a nápolyi királyságot. Úgy tűnt, mindenki könnyelmű ígéreteket tett annak átgondolása nélkül, hogy hogyan alakította volna át az itáliai politikai színteret egy idegen hadsereg tényleges bevonulása. Sajnos Pierónak kellett megennie, amit főzött. A nemtörődöm Piero, aki gyorsan elidegenítette magától Firenze patríciuscsaládjait, a milánói herceg (Ludovico Sforza – 1452-1508) haragját is kivívta, amikor Nápolyhoz közeledett – Milánó hagyományos ellenségéhez. Sforza rávette a francia királyt, hogy vegye át jogos nápolyi örökségét. Párizsban – az éppen gúzsba kötő régensséget lerázó – VIII. Károly (1470–1498) valami merészséget akart végbevinni és bele is vágott (1494). Harmincezer katonájával átkelt az Alpokon, s Lombardián át dél felé vonult. A Nápollyal szövetséges Firenze megfelelő célpont volt.

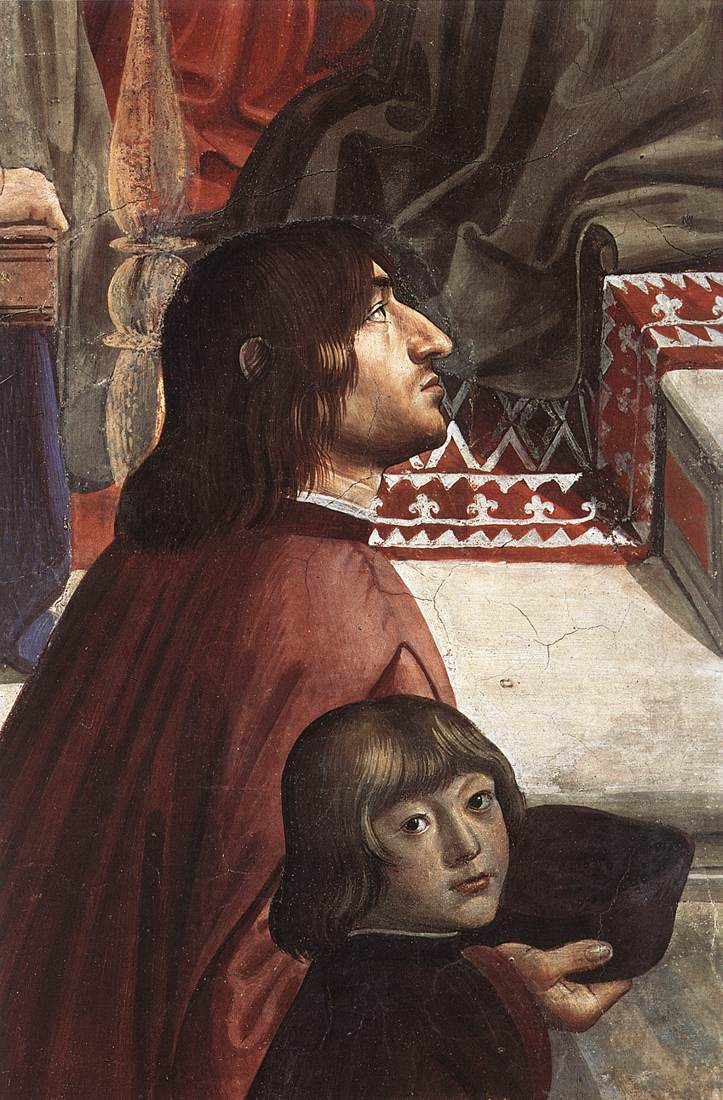
Lorenzo de’ Medici és az ifjú Piero Domenico Ghirlandaio festményén

### A háború küszöbén
Károly követet küldött Firenzébe, és kérte Pierót, hogy ismerje el az Anjou-igények jogosságát és engedje át a francia seregeket Toscanán. Miután Piero öt napig várakoztatta a követeket, kijelentette, hogy Firenze semleges marad. A franciák azonban ezt nem engedhették meg, mivel szükségük volt a toscanai erődökre, hogy onnan biztosítsák a délre történő további nyomulást. Így azután arra hivatkozva, hogy nem megfelelő módon bántak a követeivel, Károly megrohanta és kirabolta Fivizzano toscanai erődöt, és kegyetlenséggel lemészároltatta az egész helyőrséget. Piero ekkor polgártársait meglepő határozottsággal lépett fel, és a határ menti erődöket zsoldosokkal erősítette meg, condottieréket fogadott fel, sógorát (Paolo Orsinit) erősítéssel Sarzanába küldte. Piero lendületéhez azonban nem társult a többi vezető firenzei polgár elszántsága. Savonarola folytatta prédikációit, és szinte beteges elégedettséget érzett, amikor megvalósulva látta jövendöléseit. A városra rátelepedett az elkerülhetetlen végzet érzése.

### Politikai időszakának vége
Október végén Piero – akit a Medici-párt nagyobbik része magára hagyott – belátta, hogy helyzete reménytelen. Nem számíthatott sem a pápa, sem Velence, sem Nápoly segítségére. Károly nem kívánt kevesebbet, mint hogy Firenze mondjon le egy évszázad területi szerzeményeiről. Döbbenettel fogadták Piero beleegyezését. A signoria fellázadt és nem volt hajlandó elfogadni az egyezményt, s Savonarolát küldte a francia királyhoz. Piero november 8-án tért vissza San Stefanóból Firenzébe. A következő nap reggelén karddal az oldalán és fegyveres testőrök kíséretében a Palazzo della Signoriába ment, hogy megtartsa beszámolóját. A priorok azonban már értesültek a kapituláció feltételeiről és becsukatták az orra előtt a főkaput. Így fejezték ki sértődöttségüket a megalázó feltételek miatt és így találtak egyben megfelelő bűnbakra is, akire a saját cselekvésképtelenségüket háríthatták. Kiüzentek Pierónak, hogy az oldalkapun bejöhet, de a testőreit kint kell hagynia a téren. Piero nem mozdult, ekkor a priorok egy csoportja kiment hozzá, elhalmozta szemrehányásaival, de Piero ekkor sem bocsátotta el testőreit. A priorok visszamentek az épületbe és ismét becsapták Piero orra előtt a kaput. Nem sokkal később megkondult a Vacca (a signoria harangja) és az emberek csoportokban érkeztek a térre. Piero ott állt, ekkor már kivont kardot tartott a kezében, a tömeg pedig sértegette, kifütyülte és kövekkel hajigálta. Nem látszott rajta, hogy félne, de habozott és nem tudta mitévő legyen. Végül az egyik társa rávette, hogy vonuljon vissza a Medici-palotába.

## Menekülés
Az éjszaka beálltával Piero feleségével és két kis gyermekével, valamint unokaöccsével, Giulióval (1478-1534) együtt elmenekült a városból a Porta San Gallón át és Bolognán keresztül Velencébe tartott. Öccse, Giovanni (1475-1521) dominikánus barátnak öltözött és a San Marcóba menekítette a Medici-könyvtár néhány igen értékes kincsét, majd ő is elhagyta Firenzét. VIII. Károly francia király hódító hősként vonult be Firenzébe 1494. november 17-én a Porta San Frelianón át.

## Visszatérési kísérlet
Száműzetése alatt Piero felajánlotta szolgálatait a Firenzei Köztársaság ellenségeinek. Ismételten megkísérelt erőszakkal visszatérni Firenzébe és ezért még Cesare Borgiával (1475?-1507) is társult, aki abban bízott, hogy – ha visszasegíti a Medicieket Firenzébe – értékes szövetségesre tesz szert Toscanában. Egyszer Piero meg is jelent egy fegyveres csapattal a Porta Romana előtt. Kísérete azonban rögvest elindult Siena felé, amikor kiderült, hogy a firenzeiek egyáltalán nem óhajtják Piero vezetése alatt a Medici-restaurációt. Ekkor Piero felajánlotta szolgálatait a franciáknak, cserébe ködös és soha be nem tartott ígéretekért – miszerint a franciák meg fogják őt segíteni – a Firenze visszafoglalására teendő újabb kísérlet alkalmával. Károlyt XII. Lajos (1462-1515) váltja fel a francia trónon, aki felelevenítette családja jogát a nápolyi trónra. Milánóra is igényt tartott azon az alapon, hogy nagyapja Valentina Visconti (1371-1408) férje volt. II. Ferdinánd (1452-1516) aragóniai király erősen ellenezte a francia követeléseket. 1500-ban született egy egyezség Lajos és Ferdinánd között, amely szerint Nápolyt fel fogják osztani egymás között, azonban a zsákmány feletti vita rövid időn belül háborúba sodorta Franciaországot Aragóniával.

## Halála
1503. december 29-én a franciákat a gariglianói csatában megverték Gonzalo de Córdoba spanyol csapatai. Piero de’ Medici – aki a francia seregben szolgált – a Garigliano folyón át akart Gaetába menekülni, de csónakja felborult, és ő maga a megáradt folyóba fulladt. Testét később megtalálták és a Monte Cassino-i apátságban temették el.